# اينزو باستور
اينزو باستور هو سائق سباق فلبيني، ولد في 24 يناير 1982 في مانيلا في الفلبين، وتوفي في 12 يونيو 2014 في كيزون في الفلبين.